# Gis (dźwięk)
Gis (G♯) – dźwięk, którego częstotliwość dla gis¹ wynosi około 415,3 Hz. Stanowi tonikę gam Gis-dur i gis-moll.  Jest to podwyższony za pomocą krzyżyka dźwięk g. Enharmonicznie dźwięk o tej samej wysokości to: as.